# Anna Maria Mozart
Anna Maria Walburga Mozart, född Pertl den 25 december 1720 i Sankt Gilgen i Österrike, död 3 juli 1778 i Paris, var mor till Wolfgang Amadeus Mozart och Maria Anna Mozart.
Anna Maria Mozart var dotter till Wolfgang Nicolaus Pertl (1667–1724) och Eva Rosina Barbara (Euphrosina), född Altmann (1681–1755). Fadern, som hade en juristexamen från Salzburgs universitet, var ämbetsman. Han var samtidigt en talangfull musiker. Efter en svår sjukdom 1714 måste han byta yrkesbana till ett sämre betalt arbete som biträdande förvaltare för Hüttensteins slott och blev mot slutet av sitt liv svårt skuldsatt.
Efter hans död likviderades dödsboet och hans efterlevande familj levde fattigt. De flyttade till Salzburg, där Anna Maria gifte sig med Leopold Mozart 1747. Paret flyttade in i en våning på Getreidegasse 9 i kryddgrossisten Johann Lorenz Hagenauers bostadshus. Denne var en nära vän till Leopold Mozart.
Paret fick sju barn, av vilka endast två överlevde spädbarnsåldern, Maria Anna, kallad Nannerl, född 1751, och Wolfgang Amadeus, född 1756. Bägge de överlevande barnen blev berömda.
Anna Maria deltog i familjen Mozarts turnéer med sina underbarn till Wien 1762–1763, runt i Europa 1763–1766 och 1767–1769 åter till Wien. Hon följde senare med Wolfgang Amadeus till Augsburg, Mannheim och Paris 1778. I Paris insjuknade hon och dog av en icke diagnostiserad sjukdom.
År 1983 sattes det upp ett minnesmärke över Anna Maria Mozart i hennes födelsestad Sankt Gallen.